# Roberta Gregory
Roberta Gregory, född 1953, amerikansk serieskapare. Hon är bland annat känd för serien Bitchy Bitch och den egna serietidningen Naughty Bits.

## Biografi
Gregorys far var disneyserietecknaren Bob Gregory som bland annat tecknade Kalle Anka. 
Då hon påbörjade sin universitetsutbildning på California State University hade den amerikanska kvinnorörelsen just kommit igång på allvar, och en feministisk humor blev tidigt ett av Gregorys främsta kännetecken. Hon experimenterade med lite olika teckningsstilar och skapade strippen Feminist Funnies 1974. Samma år sålde hon sin första serie till den välkända feministiska antologitidningen Wimmen's Comix. Gregorys queer-orienterade serier fyllde en relativt tom nisch i den amerikanska undergroundrörelsen, och hon anlitades flitigt av såväl Wimmen's Comix som andra alternativa serietidningar under 1970-talet.
"Feminist Funnies" utvecklades sedermera till serien Dynamite Damsels som Gregory publicerade på egen hand i egen tidning under 1976. Då Howard Cruse startade Gay Comix 1980 bjöd han in Gregory att medverka i nästan varje nummer; få gjorde serier om homosexuella kvinnor under den tiden och Gregory förde in en kvinnlig representation. I mitten av 1980-talet började Gregory även arbeta med andra typer av serier, såsom fantasyverket Winging It och strippen Sheila and the Unicorn. Båda dessa publicerades 1988.

### Naughty Bits' och Bitchy Bitch
1989 flyttade Gregory till Seattle och började arbeta för förlaget Fantagraphics. Inspirerad av att arbeta redaktionellt med Robert Crumbs material startade hon sin egen serietidning, Naughty Bits, utgiven av Fantagraphics i 40 nummer 1991–2004. 
Seriefiguren Bitchy Bitch föddes ur Gregorys penna 1989 och blev huvudfigur i nästan varje nummer av Naughty Bits. Bitchy heter egentligen Midge McCracken och är en kvinna som är så arg på hela världen att hon stundtals exploderar av raseri. Några avsnitt handlar om Bitchys lesbiska motsvarighet Bitchy Butch. 1999 dök Bitchy även upp i en animerad tv-serie som sänts i både USA och Kanada.

### Senare verk
På 1990-talet kom även de tre numren av tidningen Artistic Licentiousness. Första numret publicerades av Starhead Comix, de övriga två gav hon ut själv.
Gregory medverkar regelbundet i diverse serieantologier. Hon är en av deltagarna i projektet Free to Fight, ett interaktivt självförsvarsprokekt för kvinnor.
Hennes serier har översatts till svenska, tyska och kinesiska.

## Gregory på svenska
Tre samlingsalbum med Bitchy Bitch har getts ut på svenska av Epix förlag:
- 1997 - Absolut Bitch, ISBN 917089058-7
- 1999 - Bitchy på smällen, ISBN 917089-069-2
- 2006 - Bitchy på solsemester, ISBN 917089-090-0

## Priser och utmärkelser
Roberta Gregory förärades ett Inkpot Award 1994.
Hon har mottagit flera nominationer till Eisner Awards i klasserna humor, bästa korthistoria, bästa författare och bästa författare/tecknare.